# 黑色垣蛛
黑色垣蛛（学名：Ariadna pelios）为类石蛛科坦蛛属的动物。在中国大陆，分布于云南等地。该物种的模式产地在云南。